# قادرآباد (ارزوئیه)
قادرآباد (ارزوئیه)، روستایی از توابع بخش مرکزی شهرستان ارزوئیه در استان کرمان ایران است.

## جمعیت
این روستا در شهرستان ارزوئیه قرار دارد و براساس سرشماری مرکز آمار ایران در سال ۱۳۸۵، جمعیت آن ۹۵ نفر (۲۰خانوار) بوده‌است.